# Cynanchum staubii
Cynanchum staubii är en oleanderväxtart som beskrevs av Jean Marie Bosser. Cynanchum staubii ingår i släktet Cynanchum och familjen oleanderväxter. Inga underarter finns listade i Catalogue of Life.